# Muriel Sarkanyová
Muriel Sarkanyová (* 5. srpna 1974 Brusel) je bývalá belgická reprezentantka ve sportovním lezení, vítězka Rock Masteru i světového poháru, mistryně a vicemistryně světa, mistryně Evropy a juniorská mistryně světa v lezení na obtížnost.

## Výkony a ocenění
- 1992: první vítězka mistrovství světa juniorů, v lezení na obtížnost v kategorii juniorek
- 1998: mistryně Evropy v lezení na obtížnost
- 2001: trojnásobná vítězka prestižního závodu Arco Rock Master v lezení na obtížnost
- 2003: šestinásobná vítězka světového poháru v celkovém hodnocení
- 2007: devítinásobná medailistka světového poháru v celkovém hodnocení
- 2014: vítězka prestižní mezinárodní ankety Salewa Rock Award

### Závodní výsledky
| Arco Rock Master | Arco Rock Master | Arco Rock Master | Arco Rock Master |
| Rok              | 1999             | 2000             | 2001             |
| ---------------- | ---------------- | ---------------- | ---------------- |
| obtížnost        | 1                | 1                | 1                |

| Mistrovství světa | Mistrovství světa | Mistrovství světa | Mistrovství světa | Mistrovství světa | Mistrovství světa |
| Rok               | 1997              | 1999              | 2001              | 2003              | 2007              |
| ----------------- | ----------------- | ----------------- | ----------------- | ----------------- | ----------------- |
| Obtížnost         | 2                 | 2                 | 2                 | 1                 | 2                 |

| Mistrovství světa | Mistrovství světa | Mistrovství světa |
| Rok               | 1998              | 2002              |
| ----------------- | ----------------- | ----------------- |
| Obtížnost         | 1                 | 3                 |

| Mistrovství světa juniorů | Mistrovství světa juniorů |
| Rok                       | 1992 juniorky             |
| ------------------------- | ------------------------- |
| Obtížnost                 | 1                         |